# Alphen aan den Rijn (plaats)
Alphen aan den Rijn is een plaats en de hoofdplaats van de gelijknamige gemeente Alphen aan den Rijn. De plaats is gelegen in de Nederlandse provincie Zuid-Holland, aan de rivieren Oude Rijn en Gouwe in het veenweidegebied Groene Hart tussen de grote steden Amsterdam, Utrecht, Rotterdam, Den Haag en Leiden. Een inwoner van Alphen aan den Rijn wordt Alphenaar genoemd.

## Geschiedenis

### Romeinse tijd

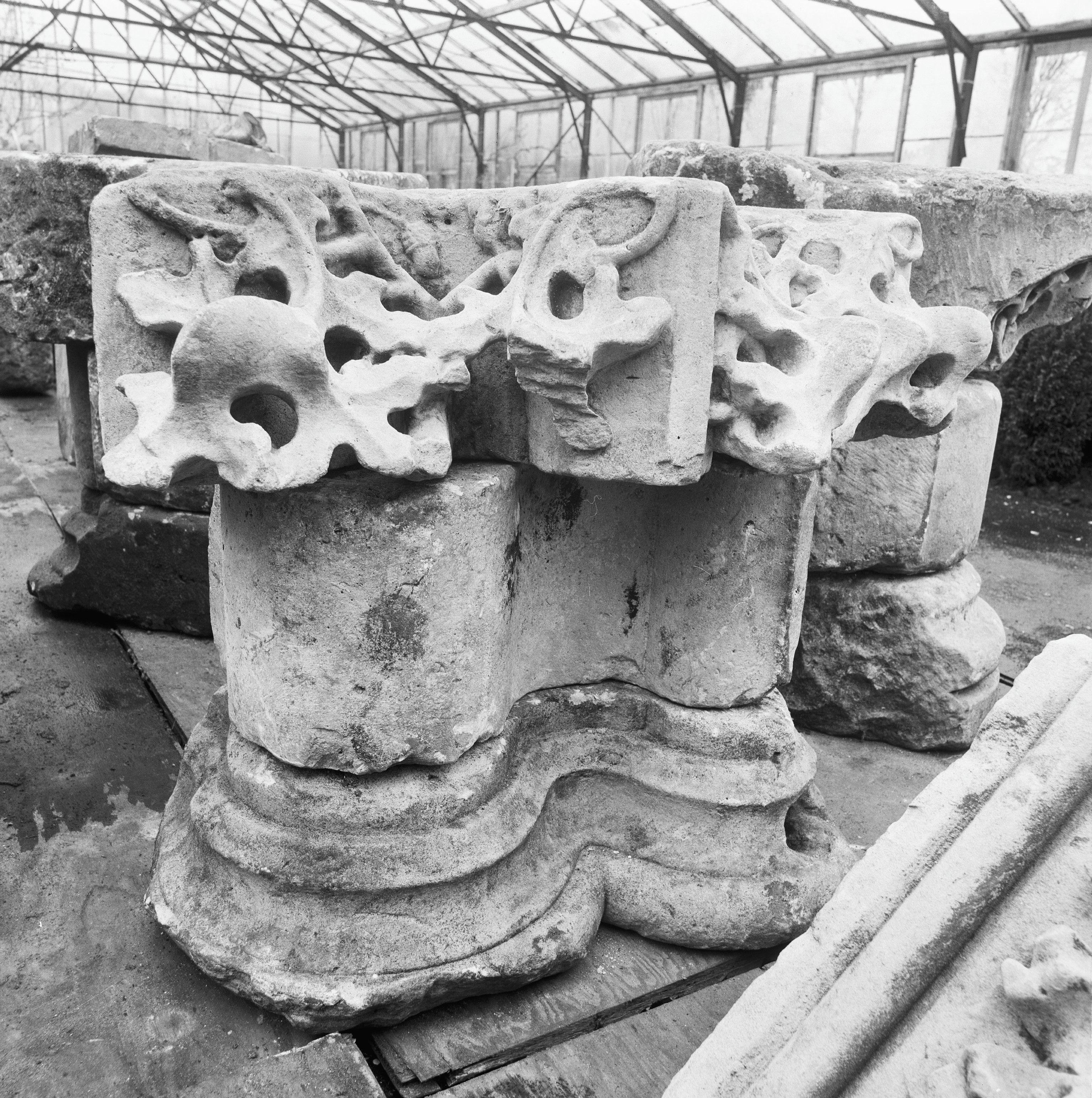
Bouwfragmenten Romeins castellum Albaniana

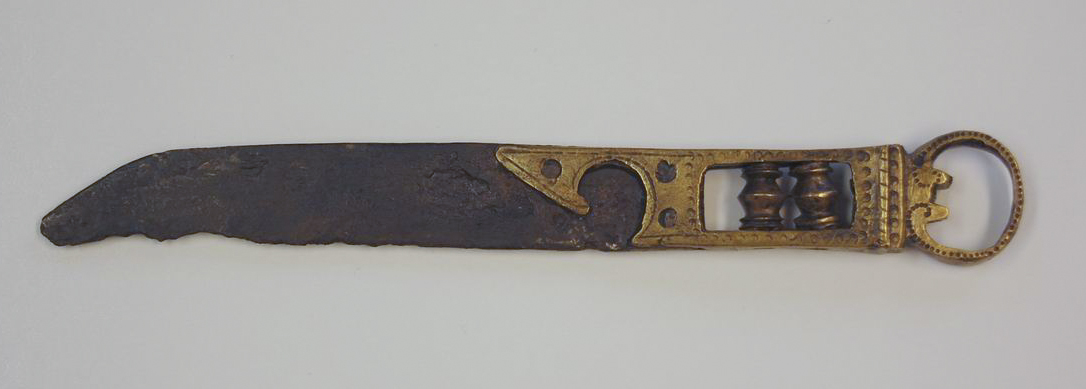
IJzeren fruitmesje uit Romeins castellum Albaniana

In de Romeinse tijd was de loop van de Rijn in de Lage Landen lange tijd het grensgebied tussen Romeinen en Germanen. In het jaar 12 na Chr. bestempelde de Romeinse generaal Tiberius, later keizer, de zuidelijke oever van de Rijn als noordelijke grens van het Romeinse Rijk, de 'Limes'. Vanaf de regering van de Romeinse keizer Caligula (37-41 na Chr.) werden langs de Rijn op strategische punten wachttorens en versterkte legerplaatsen gebouwd om deze grens te consolideren. Rondom groeiden of ontstonden burgernederzettingen, de nieuwe bewoners waren deels oud-militairen, deels afkomstig uit elders door de Romeinen verslagen stammen, deels was het lokale bevolking die hun voordeel zag in samenwerking met de nieuwe heersers.
Op de plek waar begin 21e eeuw Castellum theater verrees, tegenover de monding van riviertje de Aar in de Rijn, stond ooit het Romeinse fort (Latijn: castellum) Albaniana, met manschapsbarakken, werkplaatsen (fabrica), haardplaatsen, graanschuur, badhuis, straten, waterputten, grachten, wachttorens, verdedigingswal, rivierbeschoeiing en kades. De bouw moet zijn begonnen in het jaar 40, waarmee het een van de oudste forten aan de Rijn was.
Bij kleinere archeologische opgravingen in de periode 1953 tot 1998 onder leiding van archeologen en bij grootschalige opgravingen in 2001 en 2002 door de Radboud Universiteit, gefinancierd door gemeente, provincie en het rijk, zijn duizenden grondsporen en tienduizenden, vaak kleine, objecten uit die tijd gevonden die samen het archeologische verhaal van Albaniana vertellen. Een van de belangrijkste zijn brokstukken van een kalkstenen plaat met inscriptie uit de stenen hoofdpoort. De Romeinen bouwden waarschijnlijk de eerste brug over de Oude Rijn en ze legden tussen Maas en Oude Rijn (tussen Alphen en Leiden) het Kanaal van Corbulo aan.
In het tot de gemeente Alphen horende dorp Zwammerdam zijn bij archeologische opgravingen door de Universiteit van Amsterdam tussen 1968-1971 uitgebreide resten van de Romeinse nederzetting Nigrum Pullum gevonden. Bij opgravingen tussen 1971-1974 zijn deels intacte resten van zes verschillende soorten schepen uit de 2e eeuw na Chr. blootgelegd, een unieke archeologische vondst.
De nieuwe bewoners hadden nieuwe behoeften en zo ontwikkelde zich in en bij de Romeinse nederzettingen landbouw, handel en nijverheid. Romeinse technieken om gebouwen op terpen te bouwen, zich met dammen te beschermen tegen het water van rivieren, dakpannen en stenen in ovens te bakken, grote schepen van hout te bouwen enzovoort werden overgenomen. Albaniana groeide langzaam uit tot een handelscentrum in de regio. Germaanse aanvallen maakten daar omstreeks 270 na Chr. een einde aan.
Na veel strubbelingen en problemen met overstromingen, vooral in Utrecht en Leiden, werd de Oude Rijn in 1122 bij Wijk bij Duurstede afgedamd. De aftakking die eerst als 'Lek' begon werd de hoofdstroom van de rivier. Sindsdien trad de Oude Rijn niet meer buiten zijn oevers.

### Middeleeuwen

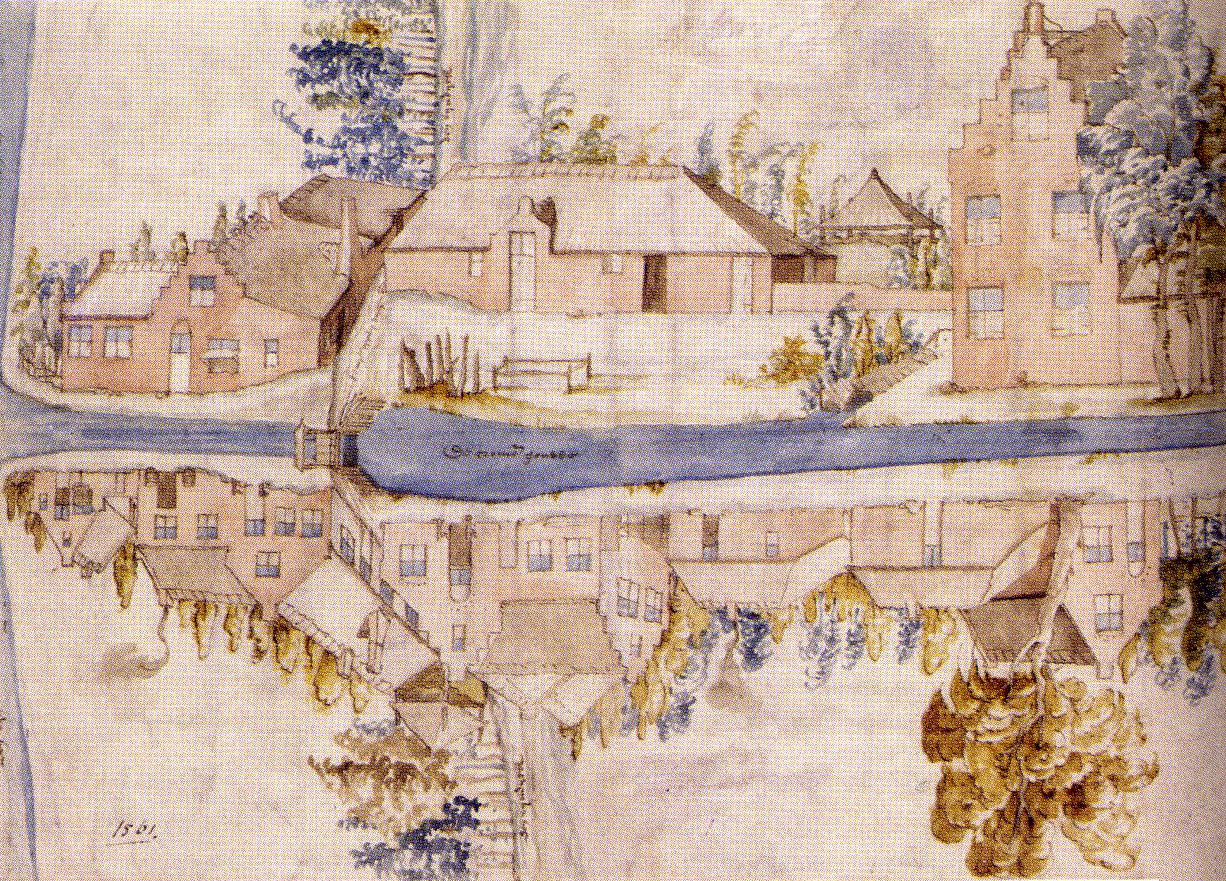
Gouwsluis voor de bouw 2e sluis, ca 1560

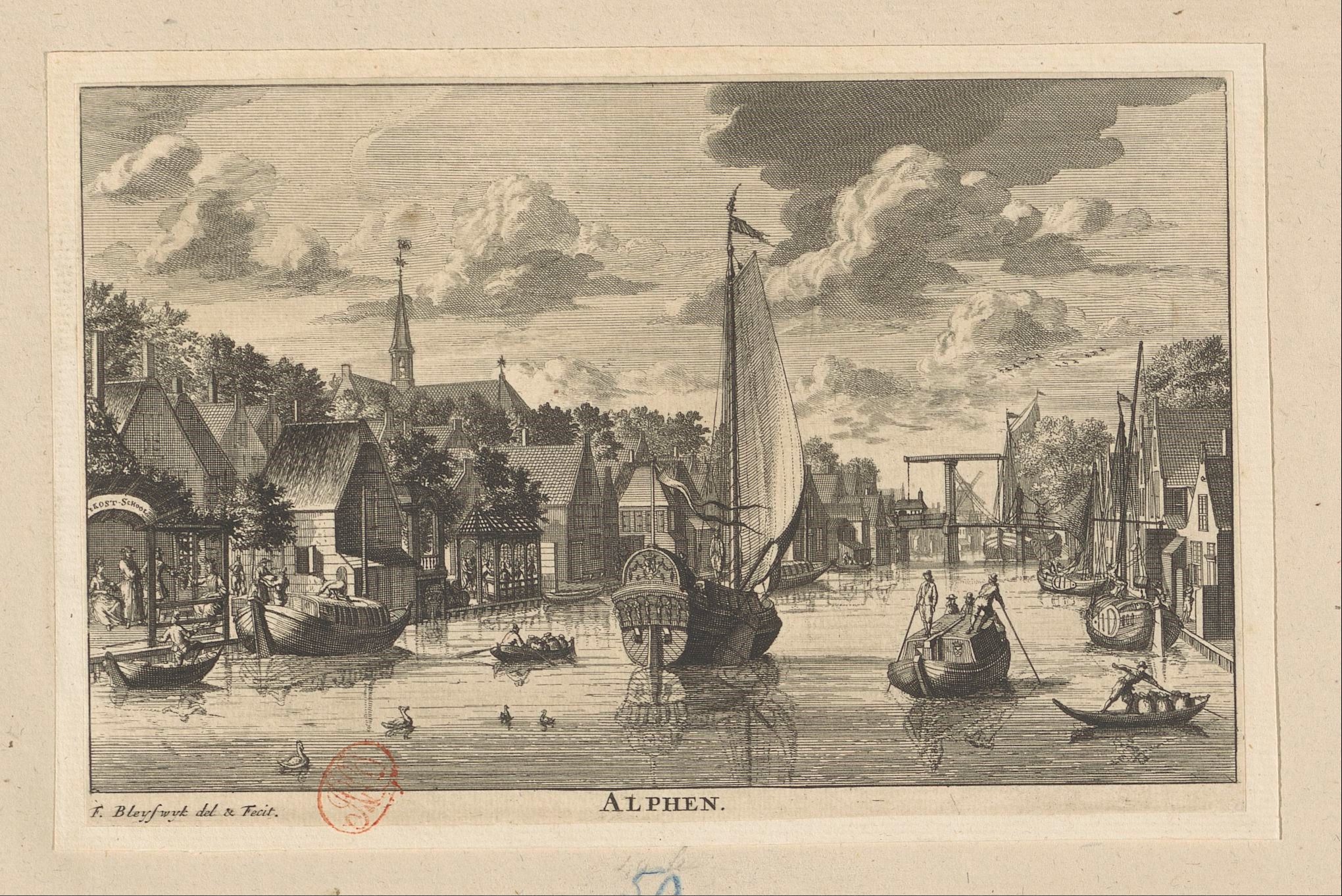
Alphen, ets uit 1714 met gezicht vanaf het water op Alphen aan den Rijn

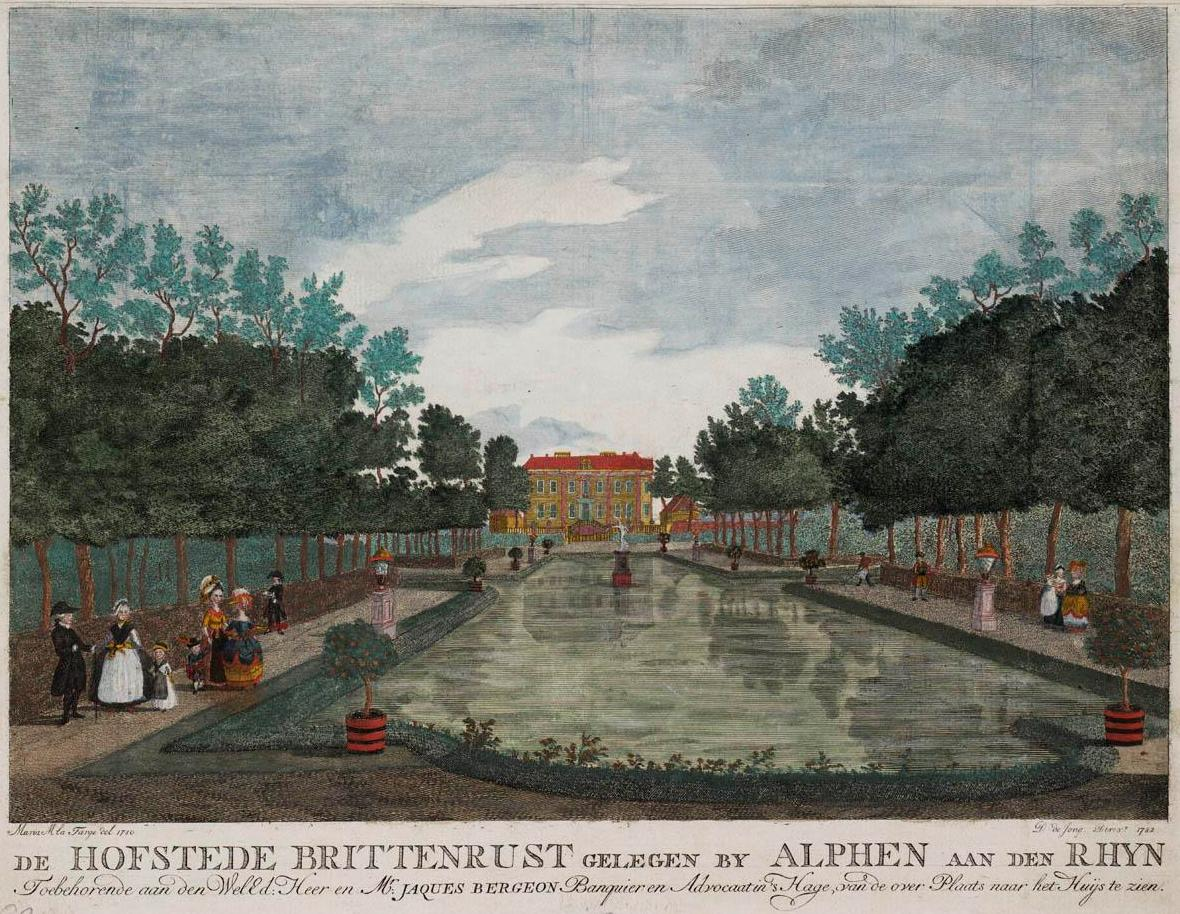
Hofstede Brittenrust gezien vanuit het centrum in noordelijke richting (nu Wilhelminalaan), 1782

In 1250 is sprake van het Hof van Alfen gelegen aan de zuidelijke oever van de Molenvliet vlakbij waar deze in de Rijn uitmondt. Een buitenplaats met een kasteel. Deze is in het bezit van de Graven van Holland, verworven van de Bisschop van Utrecht. De huidige Hoflaan en Hofbrug herinneren hier nog aan. In 1273 wordt een pastoor benoemd en op de resten van het kasteel wordt een kerkje gebouwd, gewijd aan Bonifacius.
In de 14e eeuw stonden er boerderijen aan een dijk op de Lage Zijde.
In 1474 verschijnen in de grote polder of Kerkpolder (nu Kerk en Zanen) de eerste watermolens. In 1494 ontvangt Jacob Coppier van Kalslagen het recht van Ambachtsheer over de heerlijkheden Hof van Alfen en Rietveld met het recht als bestuurder namens de graaf belastingen te heffen en ambten te benoemen.
In 1514 telt Alphen ongeveer 400 inwoners, middelen van bestaan zijn rietsnijden, turfsteken, ambachtswerk en het boerenbedrijf. Een eeuw later verschijnt in de Hoorn aan de Rijn de eerste dakpannen- en steenfabriek.
In de 17e eeuw kwam Alphen tot bloei. Op 16 september 1589 gaven Schout en Ambachtsbewaarders van Alphen en Oudshoorn de opdracht een brug te leggen over de Oude Rijn. De Oude Rijn wordt uitgediept, het Aarkanaal wordt gegraven en in 1664 komt het jaagpad tussen Utrecht en Leiden langs de noordoever van de Oude Rijn gereed, waarlangs met mensen of paarden trekschuiten kunnen worden voortgetrokken voor het transport van goederen en mensen. Middelen van bestaan zijn scheepstimmerwerven, steen- en pannenbakkerijen, pijpenbakkerijen, kalkbranderijen, hennepkweek, turfsteek, lijnbanen, zaagmolens en handel in vee en zuivelproducten.

### Vorming Gemeente Alphen
Vanaf de 18e eeuw is overgeleverd dat er meerdere buitenplaatsen langs de Rijn zijn gebouwd, luxueuze hofsteden voor rijke burgers uit Rotterdam, Amsterdam en Den Haag, meestal zelfverzorgend met kwekerij, kleindierenhouderij en boomgaarden, waaronder Over 't Veen, Brittenrust, Buitenstein en Rust van Onrust.
In de 18e eeuw werd de heerlijkheid een pleisterplaats voor postrijders en handelsverkeer over land en water. Er komt een postkantoor. In 1796 wordt door de commissarissen van de ambagten Alphen en Rietveld besloten tot het aanleggen van een jaarmarkt in juli, paardenmarkt in september, en beesten- en koeienmarkten in november. Rond 1900 hebben Alphen, Oudshoorn en Aarlanderveen circa 6000 inwoners.

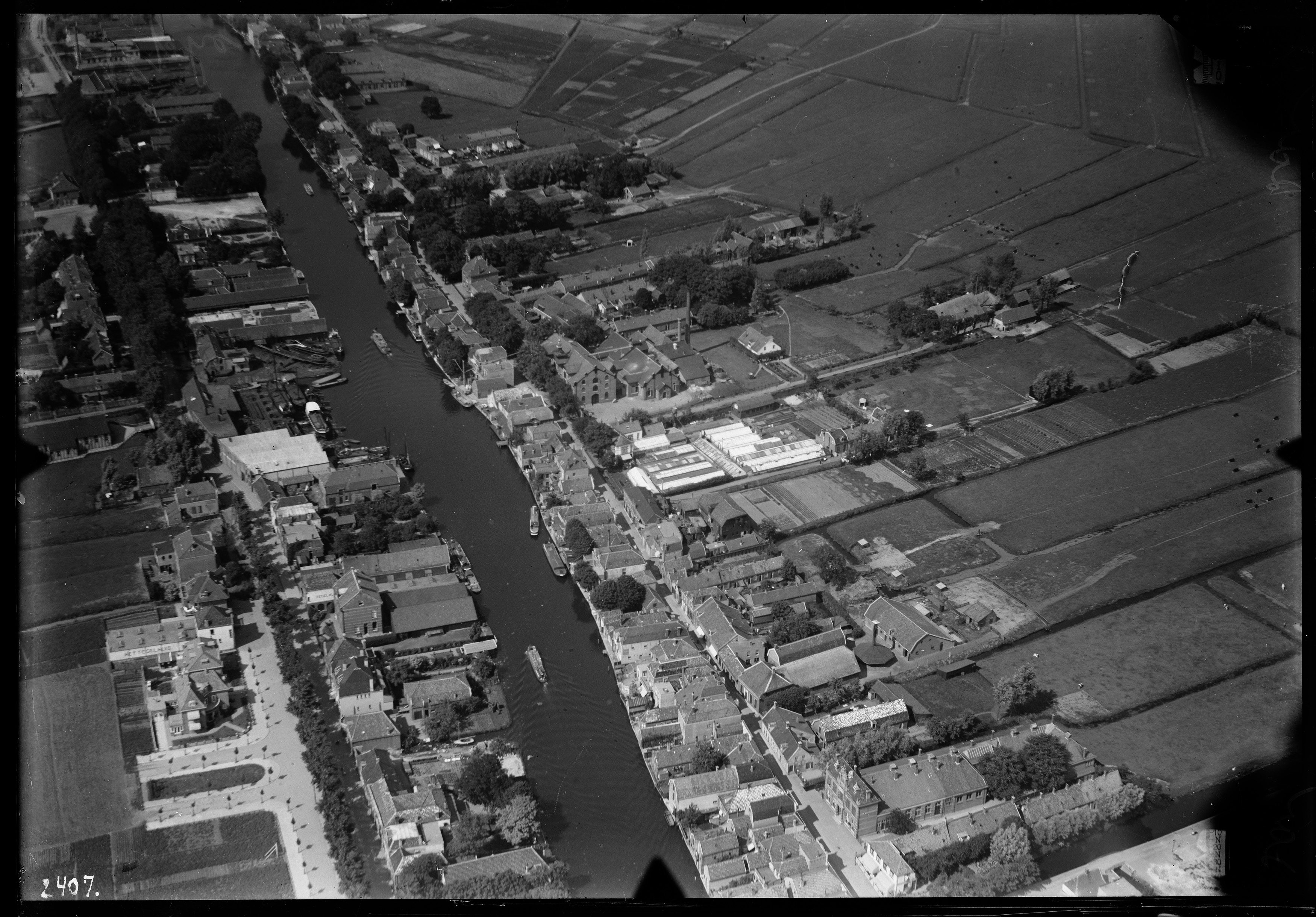
Luchtfoto Alphen aan den Rijn, 1920 - 1940

In 1918 wordt de gemeente Alphen aan den Rijn gevormd. Toen werden de kleinere gemeenten Alphen, Aarlanderveen en Oudshoorn samengevoegd. In 1964 werd de gemeente uitgebreid met een deel van Zwammerdam, in 2014 met Boskoop en de gemeente Rijnwoude (Benthuizen, Hazerswoude en Koudekerk aan den Rijn).
Het wapen van Alphen aan den Rijn is toegekend op 8 mei 1918. Het bestaat uit een zwarte achtpuntige ster op een wit wapenschild. Boven op het schild staat een gouden kroon. Het schild wordt vastgehouden door twee gouden leeuwen. Het wapen was oorspronkelijk van de familie Van Alphen, een tak van de familie Van Kralingen. Ene Dirk van Cralingen (geboren voor 1189) had goederen in de buurt van Alphen en noemde zich nadien Van Alphen.

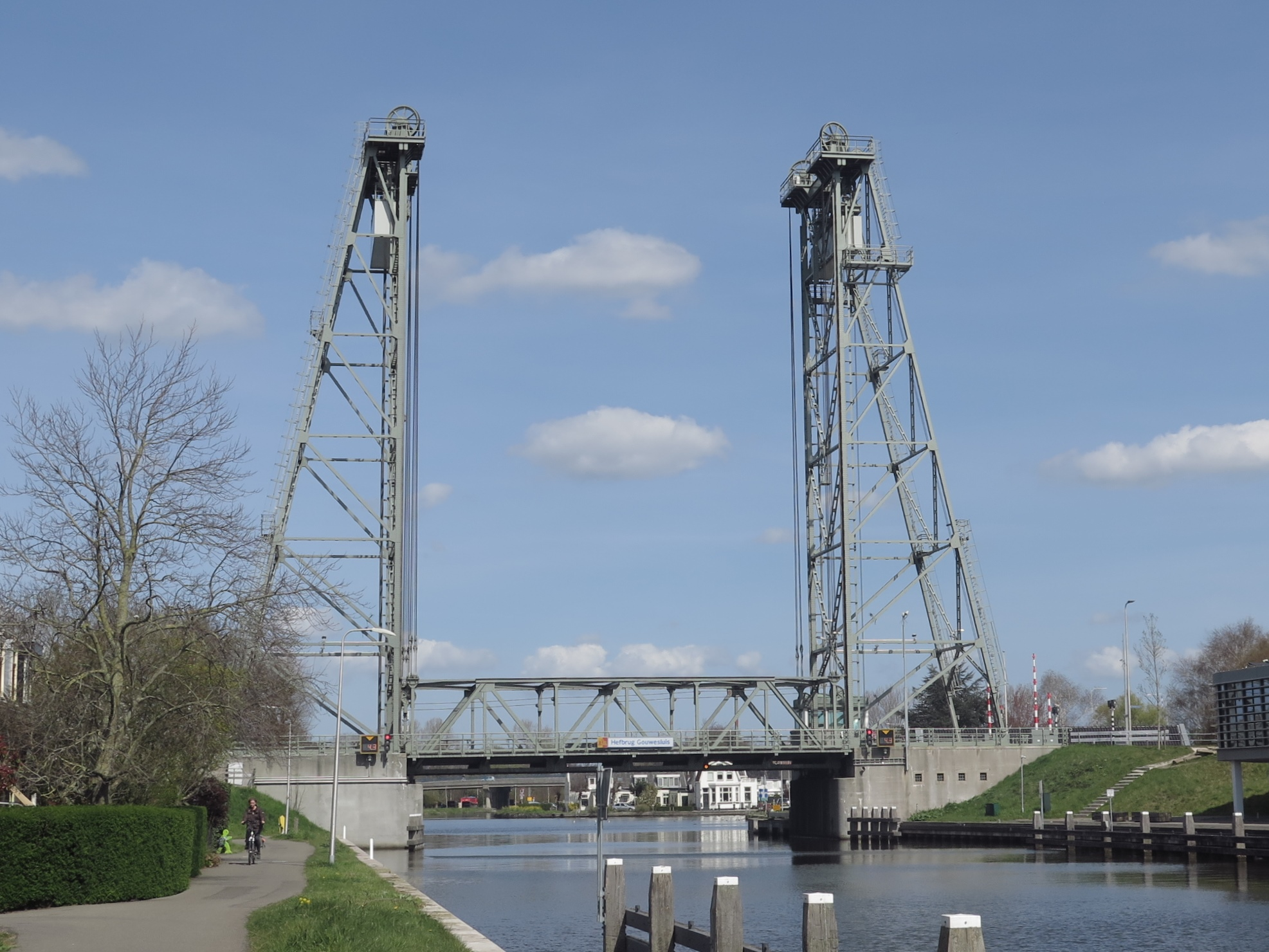
Hefbrug Gouwesluis

De opvallende Hefbrug Gouwesluis over de Gouwe werd eind jaren dertig gebouwd met soortgelijke bruggen in Boskoop en Waddinxveen. De Gouwe werd verbreed om de scheepvaartverbinding tussen Amsterdam en Rotterdam te verbeteren.

### Industrialisering

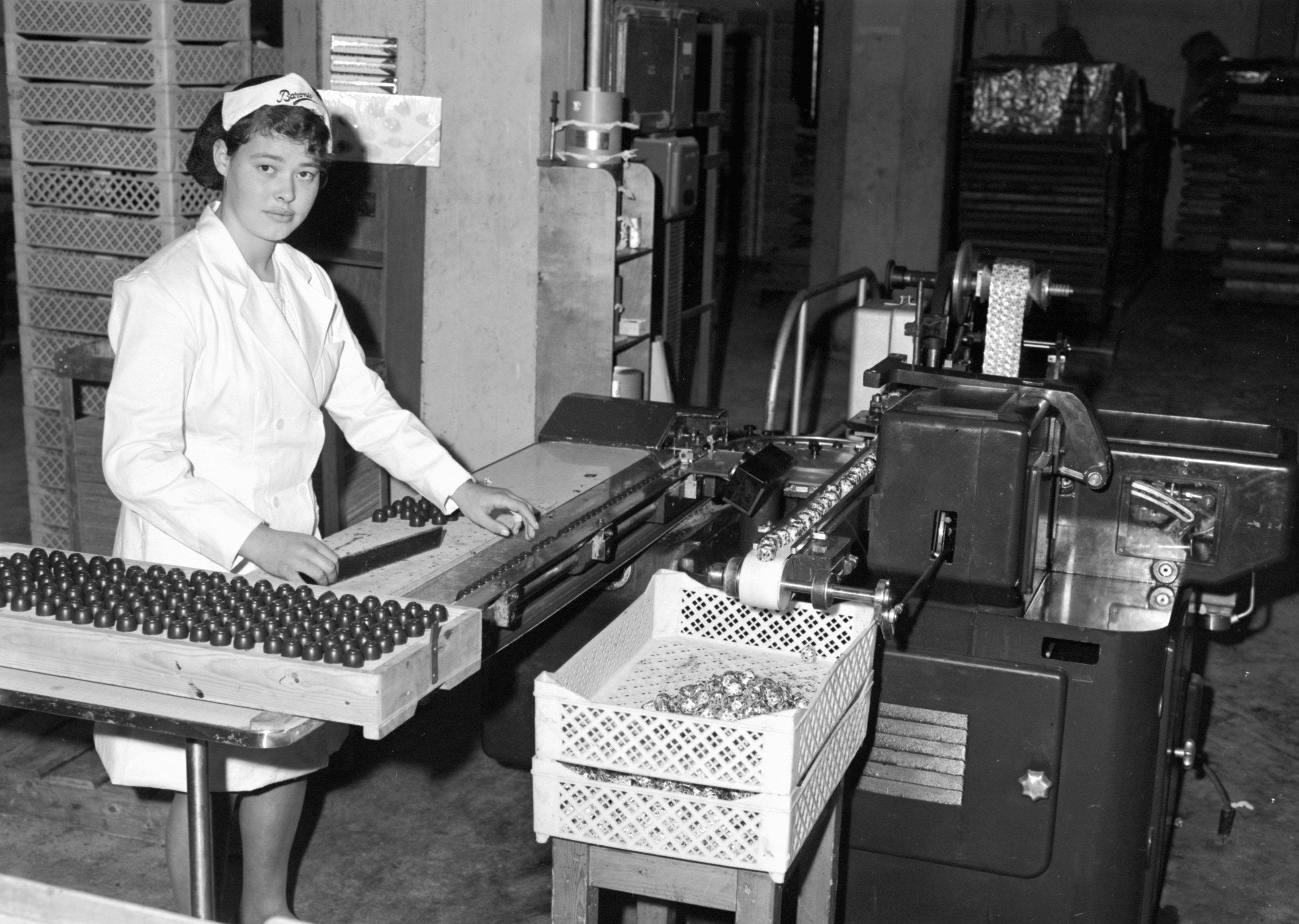
Chocoladefabriek Baronie

Voor de Tweede Wereldoorlog bestond de industrie langs de Oude Rijn voornamelijk uit kleiwarenproducenten, vooral pannenbakkerijen waarvan de oorsprong soms al in de 17e eeuw lag. In Hoorn waren bijvoorbeeld de bedrijven van Oosthoek en Jan Karel van Leeuwen gevestigd.
Vanwege het landelijke naoorlogse beleid dat Alphen zich in het 'Hart van Holland' als industriegemeente moest ontwikkelen, begon het dorp vanaf het midden van de jaren 1950 sterk te groeien. Er werd een begin gemaakt met de sloop van het oude dorp, waarvan uiteindelijk weinig van zou overblijven. Aan de westkant bouwdemen in de polder chocoladefabriek De Baronie, het begin van een nieuw industriegebied. Er kwam een verbinding met de weg Rotterdam - Amsterdam via een nieuwe hooggelegen verkeersbrug over de Oude Rijn, de Koningin Julianabrug. Langs de Oude Rijn groeiden de productiebedrijven. Een momentopname uit die periode: Zijerveld's Limonade Industrie, vanaf 1946 bottelaar van Coca-Cola, uitgeverij en drukkerij Samsom (nu Wolters Kluwer), motorenfabriek De Industrie, scheepswerf Boot en De Vries Lentsch, veevoederfabriek De Leerhoeve, tegelfabriek Het Tegelhuis, vernisfabriek Varossieau (nu Sigma Coatings, dakpannenfabriek Van Oordt en Oosthoek, vruchtensapfabriek Stockhuijzen, houthandel Sprey, betonfabriek Spanbeton (nu behorend tot Consolis).
De arbeiders woonden bij de fabrieken in kleine rijtjeshuizen in straatjes naast de fabrieken of aan de overkant haaks op de Rijn en aan de Lage Zijde. Een van die wijken heet in de volksmond het 'Rooie Dorp' vanwege de rode pannendaken en de vroegere politieke voorkeur van de bewoners.
In de jaren 1960 werd het dorp uitgebreid aan de noordzijde om aan de woningnood tegemoet te komen. Om dit 'Plan Noord' bouwrijp te maken werd zand uit de Zegerplas opgezogen. Er ontstond een gemengde woonwijk, met woningwetwoningen, rijtjeshuizen (waaronder 'split-level' woningen), luxere huizen en flats. Er kwamen steeds meer winkels, zoals in 1988 Winkelcentrum Herenhof.
Vanaf de jaren 1990 werden ook grote woonwijken ten zuiden van de spoorlijn gebouwd, Kerk en Zanen, en bedrijventerreinen opgeleverd. Alphen ontwikkelde zich tot forensenplaats, maar binnen de grenzen kwam ook steeds meer werkgelegenheid zodat er een afgewogen bevolkingssamenstelling en goede werkgelegenheid ontstond. Nieuwe planologische ontwikkelingen gaven het oude dorp in de 21e eeuw een stedelijke impuls.

### Alphen in het nieuws
Eind jaren 1980 kwam Alphen landelijk in het nieuws. Op een vuilnisbelt in de Coupépolder bleek in de periode 1977-1982 veel gif gestort te zijn. Op de stortplaats werd een golfbaan aangelegd. Er moesten veel maatregelen getroffen worden om te voorkomen dat gifstoffen in het grondwater terechtkwamen. Bij onderzoek naar de rol van de gemeente bij de afvaldumping concludeerde de onderzoekscommissie, onder leiding van Maarten Engwirda, dat het gehele gemeentebestuur, maar vooral het college van burgemeester en wethouders, nalatig was bij het toezicht op de afvalstort. Er werd tevens een strafzaak tegen de afvalverwerker en de vuiltransporteur gevoerd.
Op 9 april 2011 vond in winkelcentrum De Ridderhof een schietpartij plaats. Er vielen zeven doden, onder wie de dader, die zelfmoord pleegde. Het gebeuren trok internationaal aandacht.
Op 3 augustus 2015 kwam Alphen weer wereldwijd in het nieuws. Twee mobiele kranen op drijvende bakken (pontons) in de Oude Rijn verplaatsten een nieuw brugdeel voor de nabijgelegen Koningin Julianabrug. De gehele installatie raakte uit balans en kwam op aan het water gelegen bebouwing terecht. Er vielen geen dodelijke slachtoffers, wel raakten meerdere woon- en winkelpanden aan de Hooftstraat verwoest. Het was de bedoeling dat de hijscombinatie het 180 ton wegende brugdek met ballastkist, dat op een ander ponton in de Rijn stond, in de kranen zou hijsen en deze opstelling naar de brug gesleept zou worden, waar het brugdek op het brughoofd zou worden geplaatst. Snel na begin hijsen, toen het brugdek loskwam van de bokken, begon het ponton met de kleine kraan te hellen, de kraanmachinist stapte uit, het brugdek zwaaide weg, de te zwaar belaste kleine kraan brak en kantelde met brugdek om, de andere kraan meetrekkend. Bij het ongeluk is één man in een rolstoel levend uit het puin vandaan gehaald. Twee video's gemaakt door omwonenden en gepubliceerd op internet, werden wereldwijd miljoenen malen bekeken.

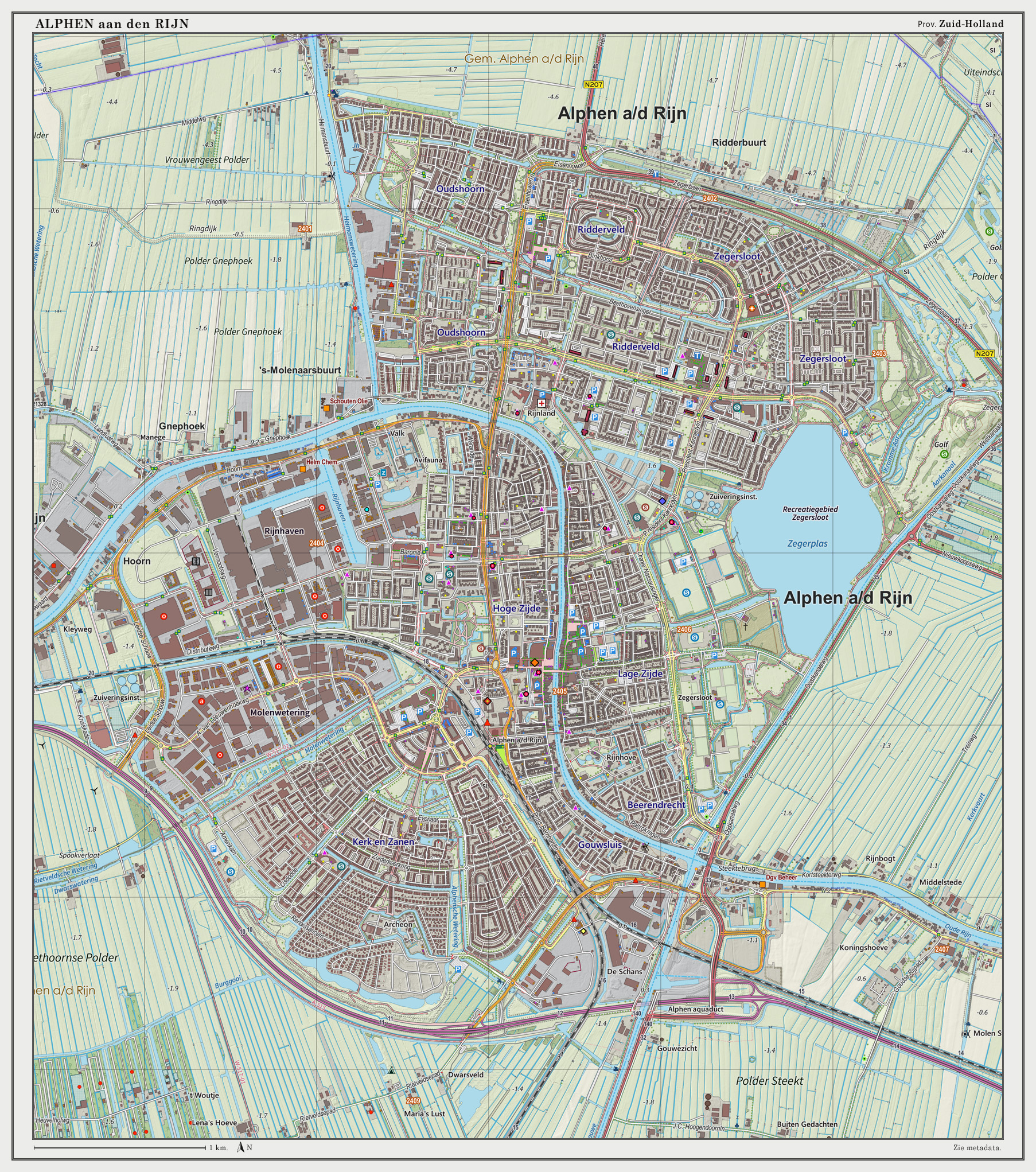
Topografische kaart van Alphen aan den Rijn (woonplaats); september 2014

## Topografie
De plaats Alphen aan den Rijn ligt bij de samenvoeging van het kleine riviertje de Aar en de Oude Rijn, die vanaf Utrecht naar Leiden stroomt en de stad doorsnijdt. Alphen wordt aan de oostzijde begrensd door de Gouwe en het Aarkanaal, en in het westen door de Heimanswetering. Alphen wordt doorsneden door de Oude Rijn. De plaats ligt in het relatief weinig bebouwde veenweidegebied Groene Hart tussen Amsterdam, Utrecht, Rotterdam, Den Haag en Leiden gekenmerkt door weilanden, dijkjes, sloten, riviertjes en plassen. De bebouwde omgeving bestaat uit een stadachtig gebied met centrum (Hoge en Lage Zijde), woonwijken, winkelcentra, de Stationsomgeving, het Park Zegersloot (inclusief polder Oudshoorn), bedrijventerreinen, bedrijfshavens, jachthavens en een containeroverslag.
Er zijn zeven bruggen over de Oude Rijn: de Zwammerdamse brug, Steekterbrug, Swaenswijkbrug, Alphensebrug, Koningin Julianabrug, Albert Schweitzerbrug en de in 2016 geopende Koningin Maximabrug in het uiterste westen van de plaats. Een daarvan is voor voetgangers en fietsers en een voor voetgangers, fietsers, bussen en hulpdiensten. Een maatschappelijke discussie wordt gestart om de Julianabrug vrachtwagenvrij te maken. De overige bruggen zijn de 's Molenaarsbrug over de Heimanswetering, de Zegerbrug over het Aarkanaal, de Rijnhavenbrug, de Hefbrug Gouwesluis over de Gouwe en de Oranje Nassaubrug over het Aarkanaal.

## Economie

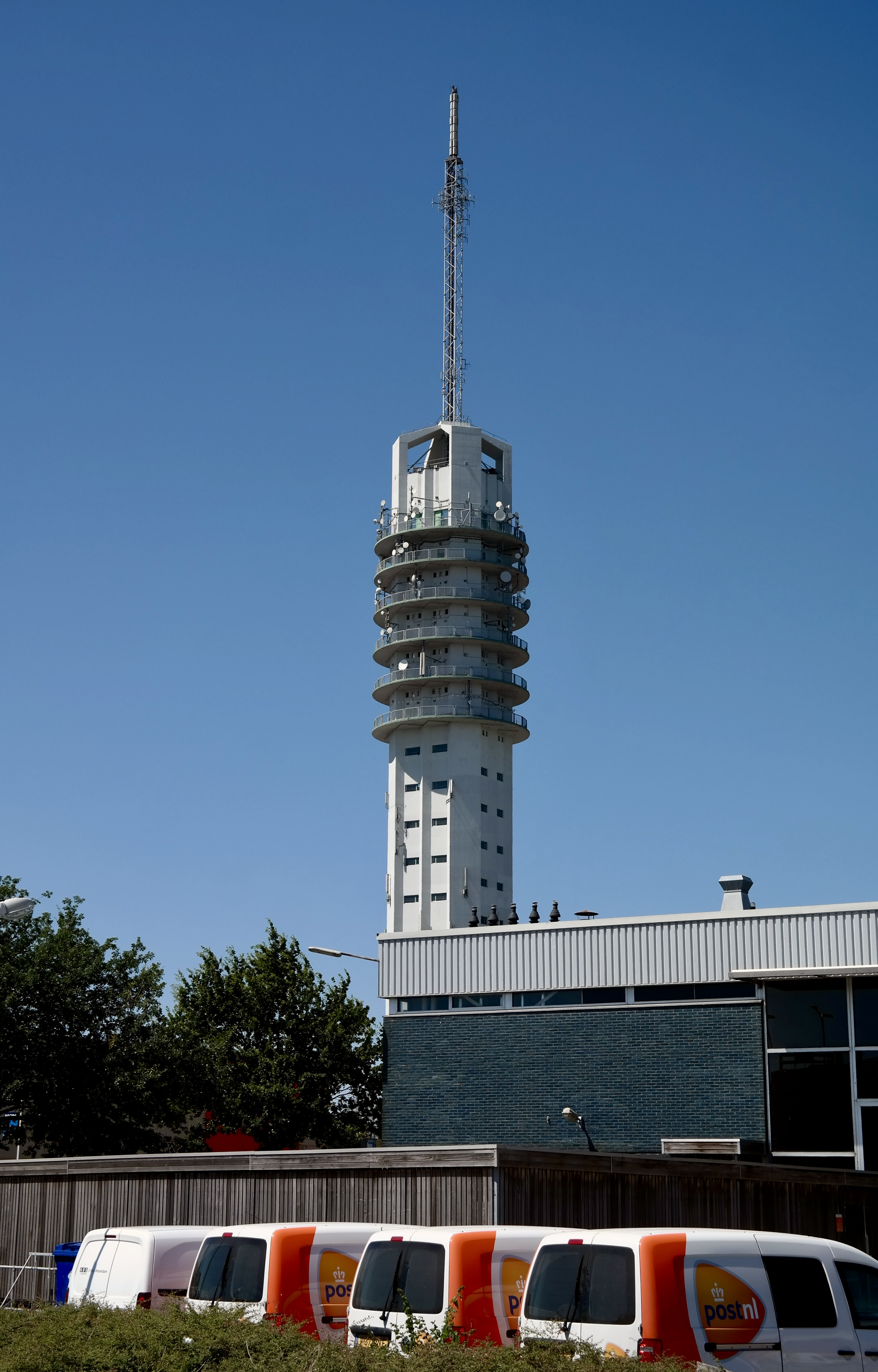
De voormalige PTT-toren, het hoogste gebouw van Alphen aan den Rijn

In de 18e en 19e eeuw was Alphen de centrale plaats voor alle omliggende dorpen als het ging om medische zorg, notaris, scholen etc. De notabelen woonden aan de Hoge Zijde in voorname villa's aan het Hazeveld, Burgemeester Visserpark en Wilhelminalaan. Aan de Rijn lagen fabrieken en bootswerven die voor werkgelegenheid zorgden. De motorenfabriek De Industrie was tussen 1910 en 1977 actief en op het hoogtepunt werkten er 150 mensen.
Vanaf de jaren 1950 is de plaats Alphen in etappen flink uitgebreid met bedrijventerreinen en woonwijken. Als eerste de industrieterreinen Heimanswetering en Plan West (Rijnhaven) inclusief 135 meter hoge PTT-toren voor draadloze doorgifte van telefoonsignalen; een tweede brug over de Rijn en woonwijk Plan Noord. De zendmast was de eerste die door Nozema voor de doorgave van digitale ethertelevisie werd gebruikt.
In 1936 werd aan de Julianastraat de eerste Coca-Cola vestiging in Europa geopend, aanvankelijk als verkooppunt, vanaf 1948 werd er ook Coca Cola gebotteld.
In 2010 is aan de oostkant een van de grootste binnenlandse containeroverslagterminals van Nederland geopend, Alpherium. De terminal is een initiatief van Heineken om vervoerskosten en CO2-uitstoot te verminderen.
In Alphen staat het hoofdkantoor van multinational Wolters Kluwer, van oorsprong een Nederlands uitgeverijbedrijf waarin de Alphense drukkerij en uitgeverij Samsom in is opgegaan. Ook Zeeman is in Alphen ontstaan en heeft hier zijn hoofdkantoor.

## Religie en levensbeschouwing

### Joodse gemeenschap
Alphen aan den Rijn had voor de Tweede Wereldoorlog een kleine Joodse gemeenschap. In 1930 woonden er in Alphen en omgeving 55 Joden. Verreweg de meesten zijn in oktober 1942 gedeporteerd en vervolgens vermoord; slechts enkele overleefden de oorlog door onder te duiken. Aan het Raoul Wallenbergplein staat het Joods monument met de namen van alle omgekomen
Alphense Joden. De joodse gemeente van Alphen is in 1947 opgeheven en bij die van Leiden gevoegd. De joodse begraafplaats is in 1964 geruimd, de stoffelijke resten zijn overgebracht naar de joodse begraafplaats te Katwijk. De synagoge werd overgenomen door de remonstrantse kerk. In 1980 werd bij vervanging van de houten kerkvloer, onder die vloer een kist met onder meer een koperen chanoekia gevonden, een kandelaar die bij een joods feest wordt gebruikt. Deze kandelaar werd inzet van moeizame onderhandelingen tussen de Commissie Joods Erfgoed en de remonstrantse gemeente. De remonstrantse gemeente wilde de kandelaar in haar kerk plaatsen. De chanoekia werd uiteindelijk in 1991 overgedragen aan het holocaustherinneringscentrum Yad Vashem te Jeruzalem. In 2001 werd de 'Stichting Joods Alphen' opgericht, ze stelt zich ten doel in de voetsporen van de voormalige joodse gemeente Alphen te treden.

### Islamitische gemeenschap
Sinds de jaren 1960 zijn er in Alphen aan den Rijn inwoners met een islamitische geloofsovertuiging. De eerste moslims waren gastarbeiders. Later kwamen hun gezinnen over en nog weer later islamitische vluchtelingen en migranten. In 2015 maakten moslims 3,8 procent uit van het totaal aantal inwoners. Er zijn in de gemeente drie moskeeën en een islamitische basisschool.

## Kunst en cultuur

### Monumenten

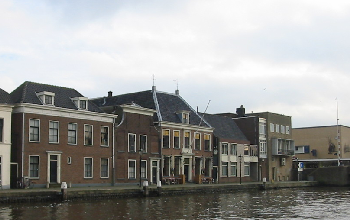
Huizen langs de Oude Rijn

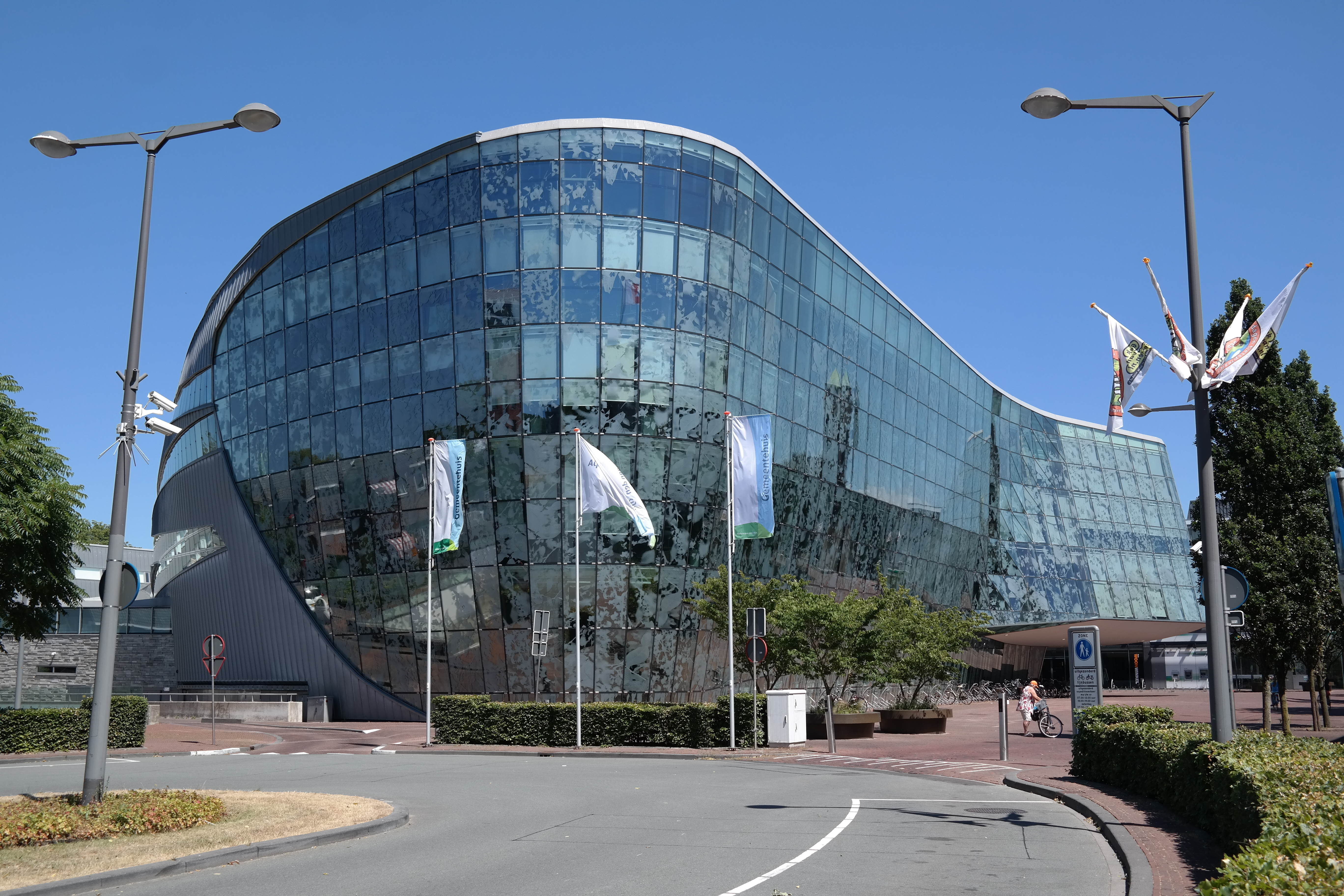
Stadhuis naar ontwerp van Erick van Egeraat

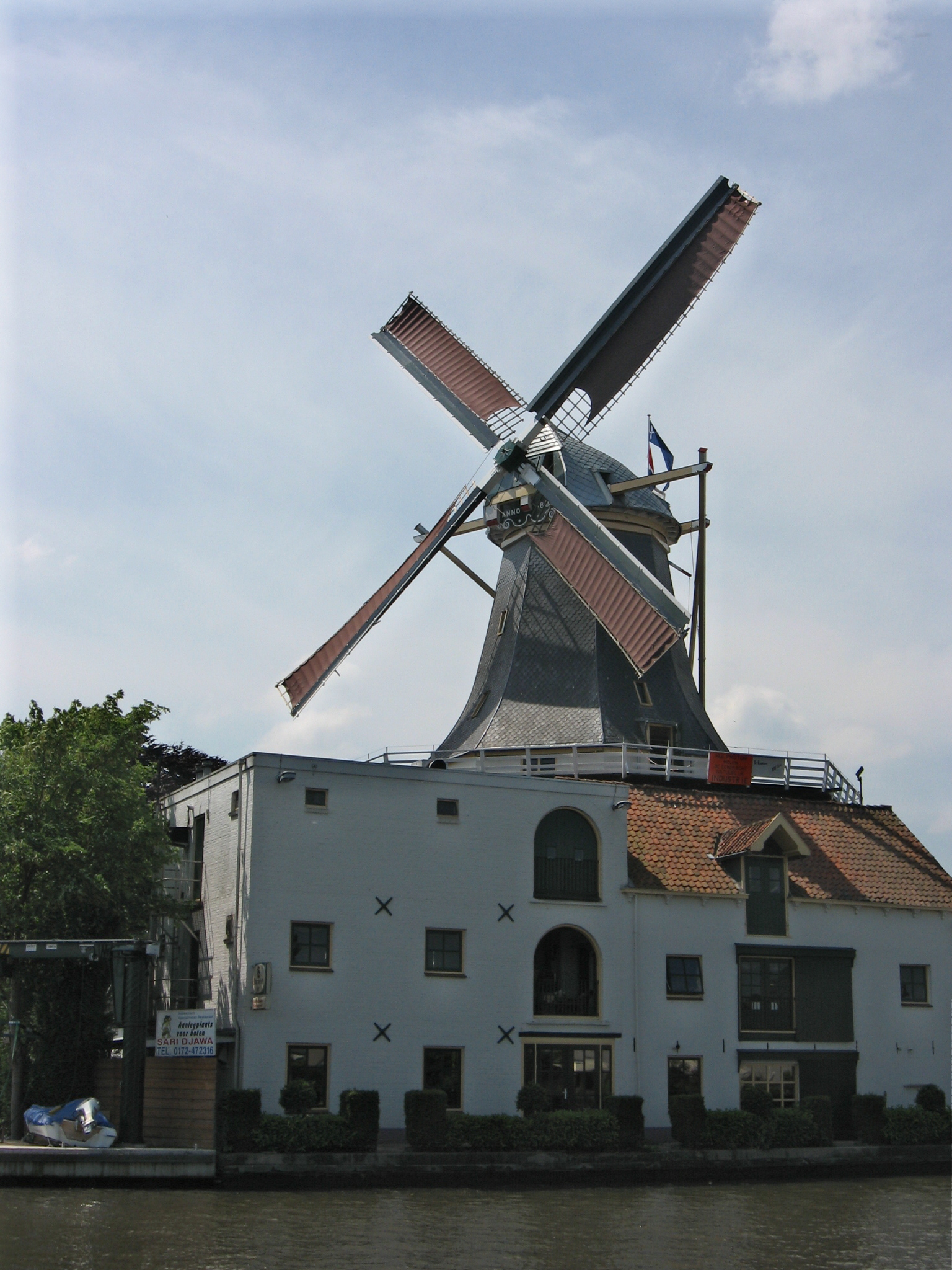
Korenmolen de Eendracht.

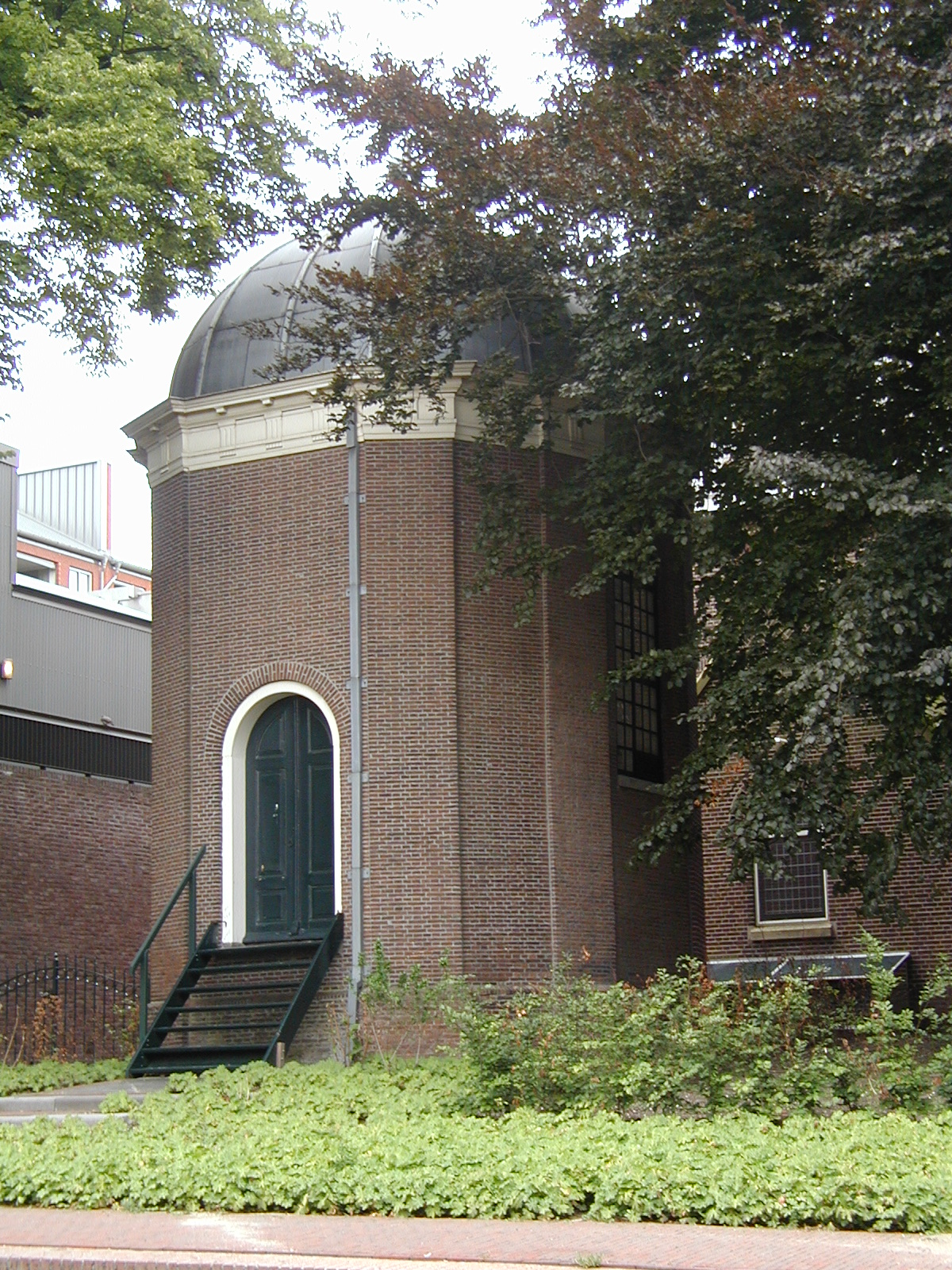
Grafkapel van de familie De Smeth te Alphen aan den Rijn, gebouwd in 1773.

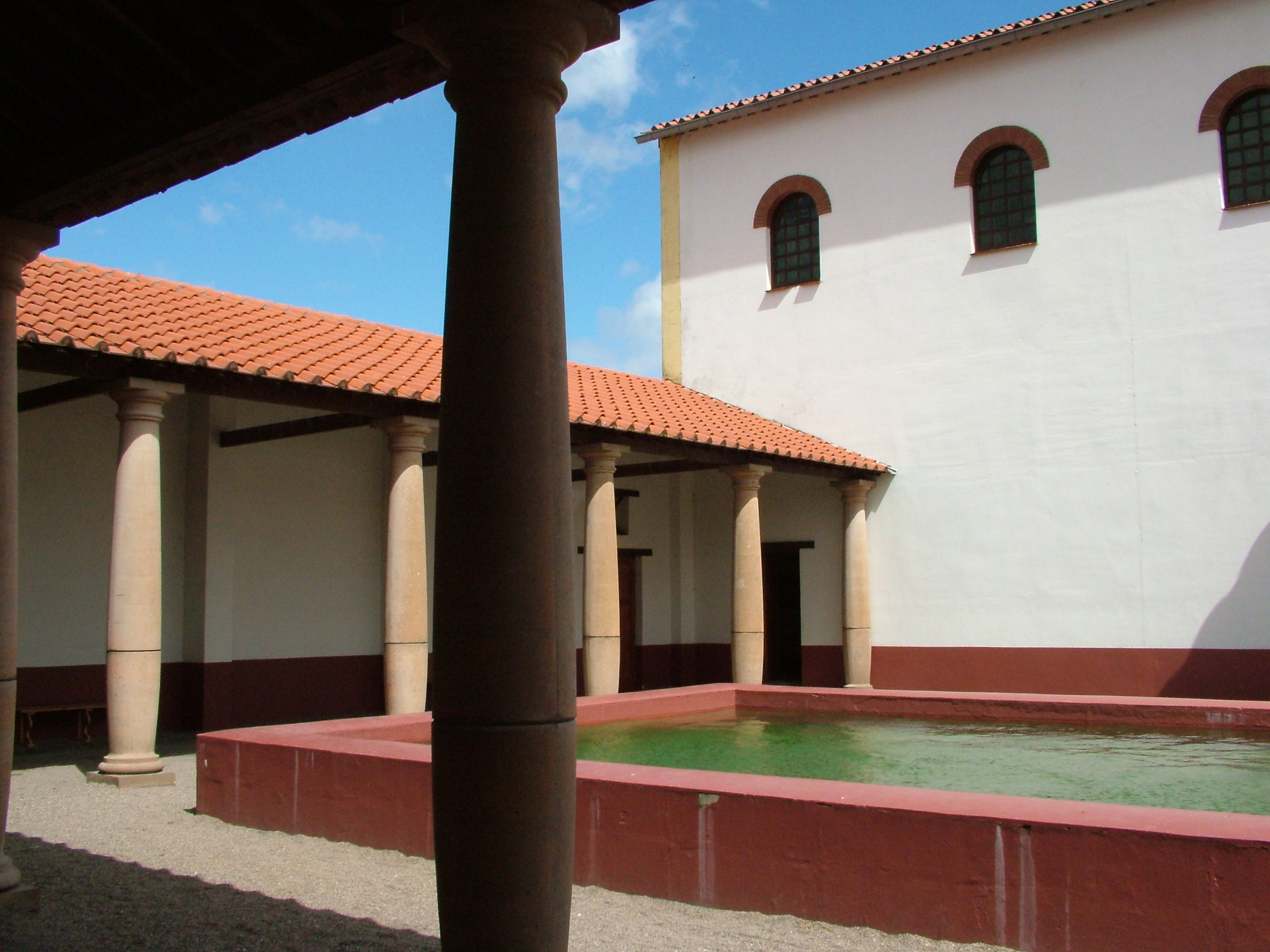
Romeins badhuis in het Archeon.

Alphen aan den Rijn (gemeente) telt 74 rijksmonumenten en een aantal oorlogsmonumenten.
- Oudshoornse kerk: Een hervormde kerk aan de oever van de Oude Rijn, gesticht in 1665 door Cornelis de Vlaming
- Remonstrantse kerk: Dit was vroeger een synagoge.
- Korenmolen de Eendracht: Deze 11 meter brede stellingmolen dateert uit 1752 en was oorspronkelijk gebouwd aan het noordeinde van de Gouw in Oostzaandam. De molen is in 1898 overgeplaatst naar Alphen aan den Rijn om een andere molen te vervangen. De molen is tot 1955 commercieel in dienst geweest, en is elke zaterdag voor het publiek geopend.
- Voormalig Raadhuis: In dit gebouw aan het Burgemeester Visserpark is de muziekschool gevestigd. Aan hetzelfde park ligt de villa Sonnehoeck uit 1920, die een gemeentelijk monument is.
- Stadhuis: In januari 2003 werd een nieuw stadhuis geopend van een eigentijds ontwerp, het wordt gekenmerkt door veel openheid en glas. De architect is Erick van Egeraat uit Rotterdam.
- Katholieke Sint-Bonifatiuskerk: neogotische kerk uit 1884 naar ontwerp van Evert Margry.
- Grafkapel familie De Smeth: in deze grafkapel werden tal van leden van de adellijke familie De Smeth bijgezet in de achttiende en negentiende eeuw. Deze staat achter de Adventskerk.
- Adventskerk: dit was de eerste Bonifatiuskerk, maar tijdens de beeldenstorm verwoest en heropgebouwd als protestantse kerk. De kerk is gebouwd naar een ontwerp van architect W.Ch. Kuijper in de jaren 1920 – 1922. De kerk verrees op de plaats van de oude dorpskerk die op 7 april 1916 afbrandde. In 1962 werd in de 40 meter hoge toren een beiaard van 45 klokken geplaatst; de luidklokken van de kerk wegen respectievelijk 1162 en 864 kilo. Het orgel is een uniek Steinmeyer-orgel dat in 1982 gerestaureerd en uitgebreid is. In 2020 is het orgel wederom gerestaureerd en is hij zo veel mogelijk in zijn originele staat hersteld.
- Huize Overpost: Dit herenhuis werd in 1722 aan de Wilhelminalaan gebouwd en is onder andere bewoond door dokter Post en door Antoni Lemzon Pijnacker die burgemeester was van Alphen aan den Rijn van 1834 tot 1849. In Huize Overpost is later een groothandel in zoetwatervis gehuisvest geweest en een gemeentelijk stempellokaal waar werklozen een stempeltje moesten halen. Na WOII is het pand gerestaureerd. Momenteel is er een advocatenkantoor gevestigd.
- Monument de Ridderhof: dit monument is geplaatst ter herdenking van de schietpartij in Alphen aan den Rijn op 9 april 2011. Het betreft een boom en een bankje, met daarop de namen van de slachtoffers van het schietdrama.

### Attracties
- Vogelpark Avifauna: een groot vogelpark met groen en vijvers, een restaurant en een speeltuin, eigendom van het Van der Valkconcern, tegenwoordig Stichting Vogelpark Avifauna. Het park is opgericht op 17 mei 1950.

- Archeon: Een themapark over het levend verleden van Nederland. Met replica's van 43 gebouwen uit de prehistorie, uit de Romeinse tijd en uit de Middeleeuwen. Het park bestaat sinds 1994.

- Recreatiepark Zegersloot: Fiets- en wandelgebied met kinderboerderij en een plas die is ontstaan door zandwinning, de Zegerplas. In en om de Zegerplas worden diverse watersporten beoefend, zoals windsurfen, waterskiën en sportduiken. De plas wordt in de gemeente meestal 'het meer' genoemd.

- Bezoekerscentrum De veenweiden: gevestigd in gebouw "De Vlinder" en beheerd door een onafhankelijke stichting. "De Vlinder" biedt onderdak aan een aantal vaste gebruikers zoals de Natuurvereniging IVN Alphen aan den Rijn e.o., de vereniging Groei en Bloei en de Stichting Kinderopvang Alphen aan den Rijn.

- Wet 'n Wild: Aan de Zegerplas kan men waterskiën en wakeboarden. Het beachhouse brandde op 25 juni 2008 tot de grond toe af en werd later herbouwd.

- Groene Hart: Alphen aan den Rijn ligt midden in het Groene Hart. Er zijn enkele langeafstandswandelingen in de omgeving uitgezet, onder andere langs de molenviergang richting Nieuwkoop.

- Het Kasteel: voormalig Pop- en Cultuurpodium aan de Concertweg in Alphen aan den Rijn. Het Kasteel organiseerde popconcerten en feesten (van drum 'n' bass tot en met metal) vanaf 1982 en draaide op vrijwilligers. In 2005 werd het pand vernieuwd. Na een faillissement in september 2012 hield Het Kasteel op te bestaan en kwam het pand leeg te staan. Op 8 februari 2015 opende de opvolger van Het Kasteel, De Speaker, officieel zijn deuren. Op 3 februari 2016, nog geen jaar na de opening, sloot de gemeente De Speaker vanwege achterstallige huurbetalingen. De gemeente heeft inmiddels besloten het pand aan de Concertweg te verkopen en met het opgebrachte geld het Parktheater en Theater Castellum geschikt te maken als poppodia.

- Parkexpressie: kunsteducatiecentrum, filmtheater (Parkfilmhuis) en theater (Parktheater) ondergebracht in de voormalige meisjesschool van de Marthastichting en gelegen in Park Rijnstroom. Opgericht in 1981.

- Theater Castellum: theatergebouw met twee theaterzalen, drie bioscoopzalen, cafés en een restaurant.

- Zwembad De Hoorn: zwembad met 3 binnenbaden en 1 buitenbad.

- Zwembad AquaRijn: in mei 2012 in gebruik genomen.[32]

### Evenementen
- Jaarmarkt: Elke derde woensdag in september. Sinds 1894 een regionale jaarlijkse vrije paardenmarkt met eromheen karren en kraampjes voor lokale producten, huishoudwaren en speelgoed, is deze markt vanaf de jaren zeventig uitgegroeid tot een van de grootste jaarmarkten van Nederland, waar zeer veel mensen op af komen. Tegelijk met de jaarmarkt is er kermis. Eerste gevonden vermelding in plaatselijke kranten: 1776.[33]
- LAURA: Rijwielvierdaagse die plaatsvindt in de eerste week van juli, de oudste van Nederland, sinds 1948. "LAURA" staat voor Leiden, Amsterdam, Utrecht, Rotterdam, en Alphen aan den Rijn waar start en finish zijn. Er is een dagvierdaagse en avondvierdaagse.
- 20 van Alphen: Verkeersvrije 20 kilometerloop. Deze vindt elk jaar plaats, op de tweede zondag van maart. De eerste "20 van Alphen" werd in 1952 georganiseerd. Sinds 1987 heeft de "20 van Alphen" de status van internationale wegwedstrijd.
- Het Vakantiespel: Activiteit die jaarlijks in de laatste week van de zomervakantie wordt georganiseerd en waaraan kinderen tot en met 12 jaar kunnen deelnemen. Aan het evenement nemen 1.600 kinderen en veel vrijwilligers deel.
- Bevrijdingsfestival: op 5 mei wordt in het centrum, op het Rijnplein, een gratis toegankelijk muziekfestijn gehouden met regionaal en landelijk bekende artiesten.
- Flierefluiter Straatmuzikantenfestival: op de laatste zaterdag in augustus treden straatmuzikanten uit het hele land op op diverse locaties in het centrum.
- Kroegentocht: een groot deel van de Alphense horeca neemt deel aan de kroegentocht, waarbij in alle deelnemende cafés een band of een DJ optreedt.
- Restaurantweek: in het voorjaar en het najaar zijn de meeste van de Alphense restaurants betrokken bij de restaurantweek. Tegen een gereduceerd tarief kan kennisgemaakt worden met het aanbod van de deelnemende restaurants.
- Heitingatournooi: in het Pinksterweekeind wordt op het ARC-terrein een groot voetbaltoernooi voor de jeugd georganiseerd gedurende 3 dagen. Naast regionale teams zijn er ook afvaardigingen van landelijke profclubs en soms zelfs beroemde internationale teams.
- Huttenbouw: In de een-na-laatste week van de zomervakantie wordt door de stichting Huttenbouw de jaarlijkse Huttenbouwweek georganiseerd. Er doen gemiddeld tussen de 600 en 700 kinderen aan deze activiteit mee.
- Gondelvaart: De avond voor de jaarmarkt vindt sinds de jaren zeventig de Alphense gondelvaart plaats.
- Taptoe Alphen: Op de zaterdagavond voor de jaarmarkt doen enkele muziekkorpsen hun shows op het Thorbeckeplein. De eerste taptoe werd in 1989 georganiseerd.
- Oldtimerdag: Begin september worden in de winkelstraten van Alphen Oldtimers tentoongesteld.
- De twee uren van Alphen: In april wordt elk jaar De twee uren van Alphen gehouden, een van de klassiekers in de nationale windsurfkampioenschappen. Bij deze twee uur durende race gaat het erom wie de meeste rondjes vaart op een op de Zegerplas uitgelegd circuit.
- Alphens Korenfestival. In mei 2013 vond het eerste Alphens Korenfestival plaats. Koren uit Alphen aan den Rijn maar ook van elders zingen op binnen- en buitenpodia.
- Lakeside Festival: Een openluchtfestival bij de Zegerplas met verschillende soorten muziek en aanwezigheid van bekende Nederlandse artiesten.
- Parkkunst: Wordt elk jaar op Koningsdag georganiseerd door Parkvilla. Parkkunst is met zo'n 15.000 tot 20.000 bezoekers het grootste gratis publieksfestival van Alphen.
- Zomerspektakel aan het Meer, jaarlijks in het eerste weekend van juni, met daarin als vast onderdeel: Zomerdienst aan het Meer.
- Sportontmoeting: Een twee weken durend evenement, waarbij sportverenigingen tegen elkaar strijden in andere sporten dan dat ze normaal gewend zijn.

### Kunst in de openbare ruimte
In Alphen aan den Rijn zijn diverse beelden, sculpturen en objecten geplaatst in de openbare ruimte, zie:
- Lijst van beelden in Alphen aan den Rijn

In 2018 werd de houdbaarheid van het kunstwerk op de rotonde op het Raoul Wallenbergplein door de gemeente ter discussie gesteld. Het stalen object 'A Dark Limousine Exit' van de Haagse kunstenaar Ernst Hazenbroek is behouden gebleven na een stemming onder de bewoners.

## Verkeer en vervoer

### Wegverkeer

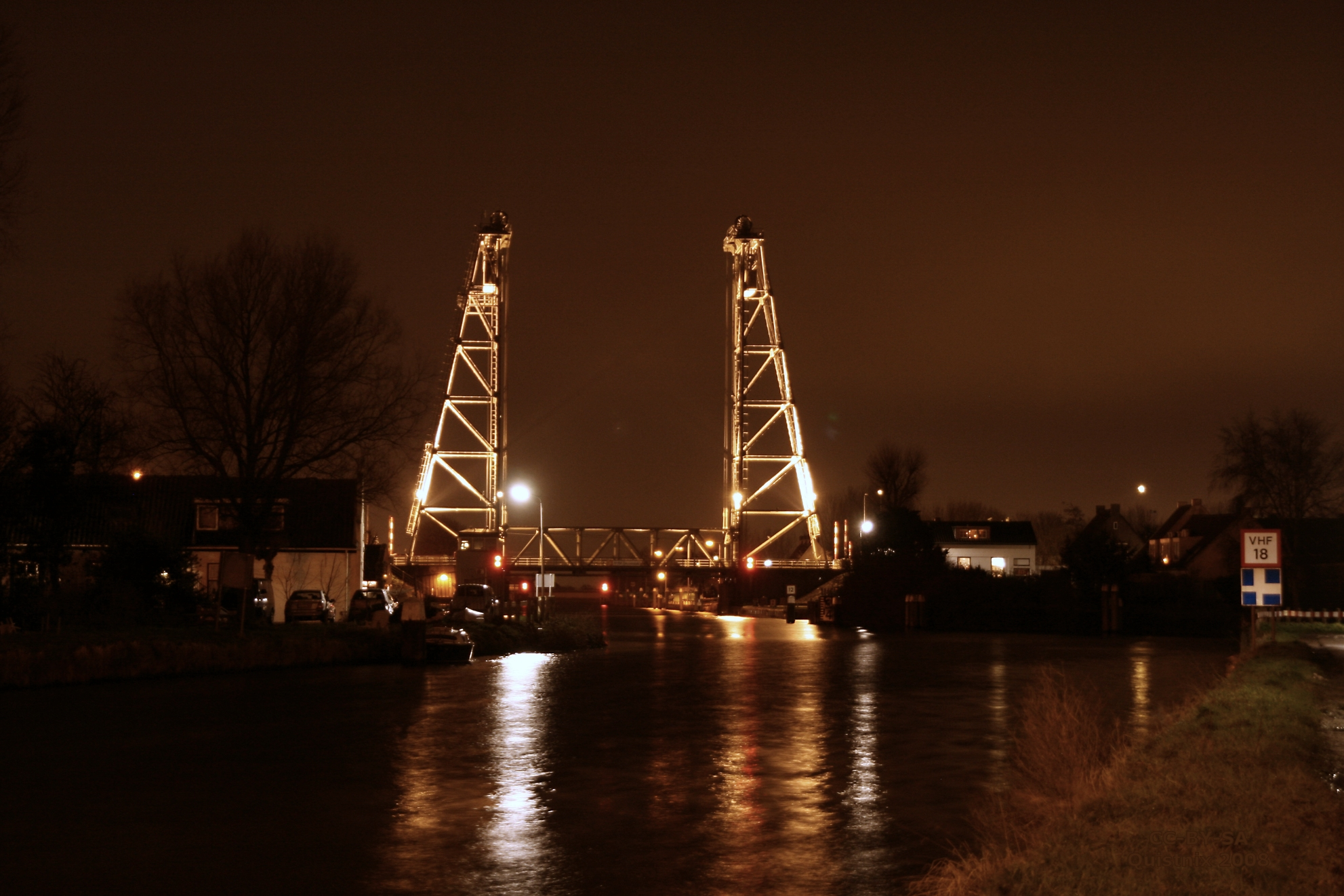
Hefbrug Gouwesluis bij nacht

Door Alphen aan den Rijn lopen de volgende rijks- en provinciale wegen
- Leiden - Alphen aan den Rijn - Bodegraven
- Bergambacht - Gouda - Alphen aan den Rijn - Leimuiden - Nieuw-Vennep - Hillegom
- Alphen aan den Rijn - Nieuwveen - Aalsmeer - Schiphol-Oost
- Alphen aan den Rijn - Ter Aar

De N11 en N207 zijn ook belangrijke onderdelen van de Ring Alphen aan den Rijn. Bij de N11 is ter hoogte van Alphen een aquaduct aangelegd onder de Gouwe waar de N11 doorheen gaat.
Op het ogenblik loopt het westelijke gedeelte van de ringweg door Alphen aan den Rijn heen. Door een slechte doorstroming en een capaciteitsgebrek zijn deze wegen echter erg druk. De gemeente wil daarom een westelijke randweg aanleggen om de lokale wegen te ontlasten. Over de aanleg van deze weg is nog niet besloten, maar wel werd naast de bestaande Dr. Albert Schweitzerbrug en Koningin Julianabrug een extra brug over de Oude Rijn aangelegd, het belangrijkste kunstwerk van deze aan te leggen weg. De Koningin Máximabrug werd eind 2016 in gebruik genomen.

### Spoorwegen

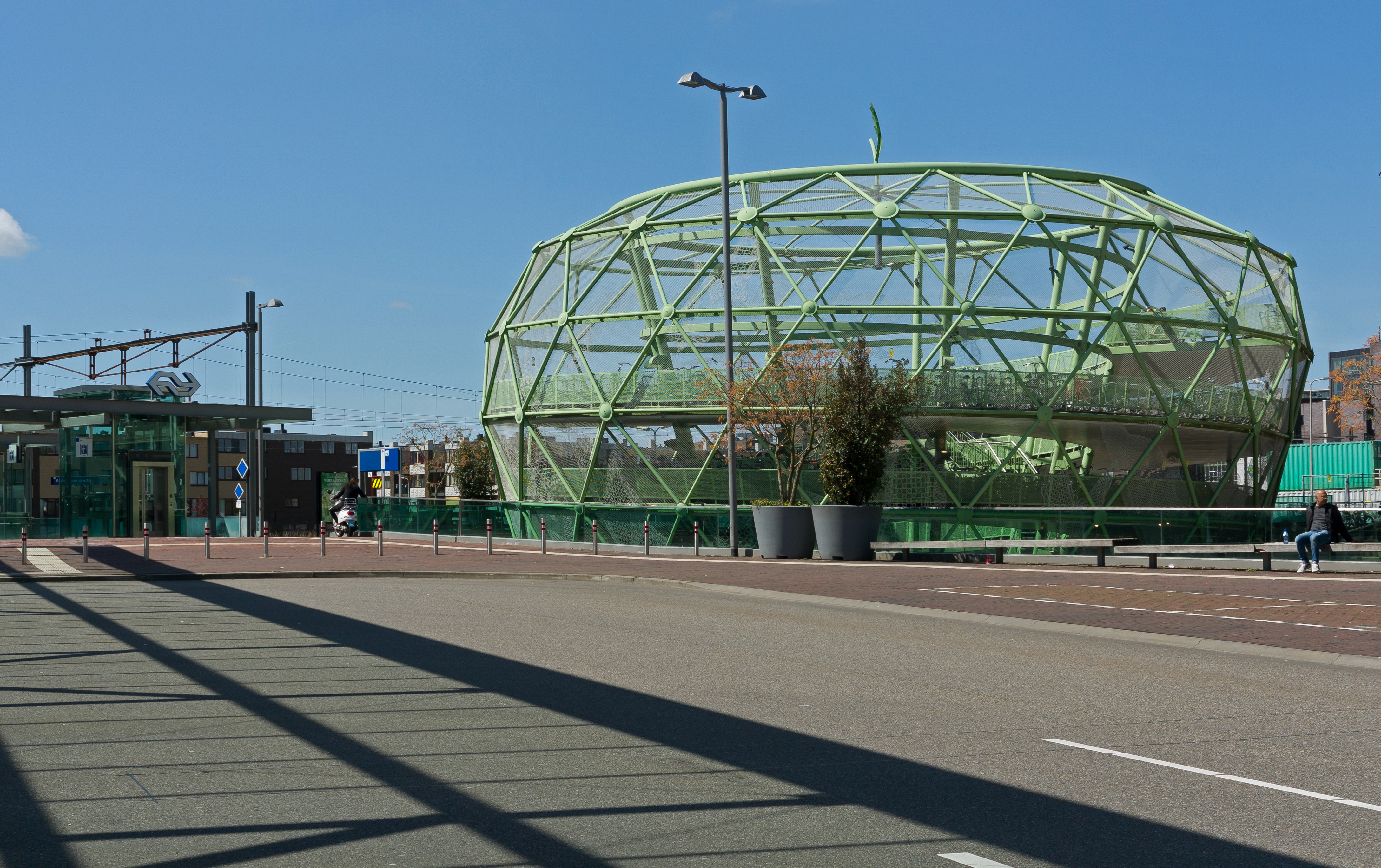
Het station met fietsenstalling

Alphen aan den Rijn heeft een station en ligt aan de spoorlijnen Woerden – Leiden (sinds 1878) en Gouda – Alphen aan den Rijn (sinds 1934). Op het eerste traject stopt de sprinter Utrecht - Leiden, die tussen Utrecht en Woerden non-stop rijdt. Op het tweede traject naar Gouda werd van 2003 t/m december 2009 een proef met lightrail gehouden, die uiteindelijk moest leiden tot de RijnGouwelijn. De proef werd uitgevoerd met trams die identiek zijn aan trams uit Stockholm. Sindsdien rijden er weer NS-treinen, sinds 2016 rijden de treinen tussen Alphen aan den Rijn en Gouda onder de R-net formule.
In de ochtend- en avondspits rijdt er naast de sprinter (halfuurdienst) ook een extra sprinter Utrecht - Leiden, waarbij het traject Woerden - Leiden alleen in de spits wordt bediend.
Van 1915 tot 1936 was er ook een spoorlijn van Uithoorn via Nieuwkoop naar Alphen, die onderdeel was van de opgeheven Haarlemmermeerspoorlijnen.

### Stads- en streekvervoer
Het stads- en streekvervoer in en rondom de stad wordt verzorgd door vervoerbedrijf Qbuzz en bestaat uit vervoer met verschillende soorten bussen. Het vervoer in de gemeente valt onder de concessie Zuid-Holland Noord. Binnen Alphen aan den Rijn lopen momenteel de volgende buslijnen:
| Lijn | Route | Soort      | Opmerkingen              |
| ---- | --- | ---------- | ------------------------ |
| 1    | Station → Ridderveld Oost → Herenhof → Ridderveld West → Rijnhaven → Kerk en Zanen → Archeon → Station       | stadsBuzz  |                          |
| 2    | Station → Archeon → Kerk en Zanen → Rijnhaven → Ridderveld West → Herenhof → Ridderveld Oost → Station       | stadsBuzz  |                          |
| 101  | Alphen aan den Rijn - Aarlanderveen - Nieuwkoop - Noorden - Woerdense Verlaat - Zegveld - Woerden            | streekBuzz | spitslijn                |
| 147  | Alphen aan den Rijn - Aarlanderveen - Nieuwkoop - Zevenhoven - Nieuwveen - De Kwakel - Uithoorn              | streekBuzz |                          |
| 165  | Alphen aan den Rijn - Hazerswoude-Rijndijk - Hazerswoude - Benthuizen - Zoetermeer Centrum-West              | streekBuzz |                          |
| 169  | Alphen aan den Rijn - Koudekerk aan den Rijn - Hazerswoude-Rijndijk - Zoeterwoude-Rijndijk - Leiden Centraal | streekBuzz |                          |
| 182  | Alphen aan den Rijn - Ter Aar - Woubrugge - Hoogmade - Leiderdorp - Leiden Centraal                          | streekBuzz |                          |
| 183  | Alphen aan den Rijn - Woubrugge - Hoogmade - Leiderdorp - Leiden - Oegstgeest                                | streekBuzz |                          |
| 470  | Alphen aan den Rijn - Woubrugge - Rijnsaterwoude - Leimuiden - Schiphol Airport                              | R-net      |                          |
| 722  | Alphen aan den Rijn - Zwammerdam - Bodegraven                                                                | buurtBuzz  |                          |
| N70  | Alphen aan den Rijn - Woubrugge - Rijnsaterwoude - Leimuiden - Schiphol Airport                              | nachtBuzz  | Nachtversie van lijn 470 |

## Woonwijken
Officieel kent Alphen aan den Rijn de volgende wijken, die tevens de postcodegebieden zijn: Oudshoorn (2401), Ridderveld (2402), Zegersloot (2403), Hoorn (2404), Hoge Zijde (2405), Lage Zijde (2406), Steekterpolder (2407), Kerk en Zanen (2408) en Rietveld (2409).
Deze wijken zijn weer onderverdeeld in buurten, waarvan sommigen alleen in de volksmond bestaan, bijvoorbeeld:
- Het Groene dorp in de Hoorn is ontstaan door de oorspronkelijke groene kleur van het schilderwerk van de woningen en door de relatie met het naastgelegen "Rode dorp" (Alphenaren spreken het uit als Rooie dorp). Op de plaats waar nu het groene dorp ligt stond vroeger dakpannenfabriek Oosthoek. De namen van de straten komen van die fabriek, bijvoorbeeld Pannenwerk en Kleiwerf.
- In het Rode dorp in de Hoorn woonden de werknemers van de vroegere dakpannenfabriek Oosthoek. De naam is ontstaan door de rode kleur van de dakpannen op de woningen. Het verdere bouwmateriaal van de woningen bestaat uit blokken afvalmateriaal ontstaan bij de pannenproduktie.
- Met "Dorp" wordt over het algemeen het centrum bedoeld.

De meest recente wijk is Kerk en Zanen waarbij sinds 2007 wordt gebouwd aan het villapark Burggooi.
Nederlands eerste voorbeeldwijk die aan de wieg stond van het duurzaam bouwen is de wijk Ecolonia die in 1993 werd geopend.

## Stedenband
Alphen aan den Rijn heeft een stedenband met:
- Oudtshoorn, Zuid-Afrika.[35]

De reden hiervoor is dat de plaats Alphen aan den Rijn het voormalige dorp Oudshoorn ingelijfd heeft bij de groei van Alphen aan den Rijn.

## Scholen
- Voortgezet onderwijs:
  - Ashram College (vmbo - havo - vwo)
  - CSG Groene Hart (lwoo - vmbo - havo - vwo)
  - Scala College (vmbo - havo - vwo)
  - Yuverta (vmbo)
- Middelbaar beroepsonderwijs:
  - MboRijnland (mbo)